# Damias buruana
Damias buruana là một loài bướm đêm thuộc phân họ Arctiinae, họ Erebidae.